# Allaxius picteti
Allaxius picteti is een tienpotigensoort uit de familie van de Axiidae. De wetenschappelijke naam van de soort is voor het eerst geldig gepubliceerd in 1894 door Zehntner.